# 杨寿亨
杨寿亨，宋朝政治人物。
杨寿亨曾于1143年接替林衡任华亭县知县一职，1146年由赵伯虎接任。